# Joachim Bauer

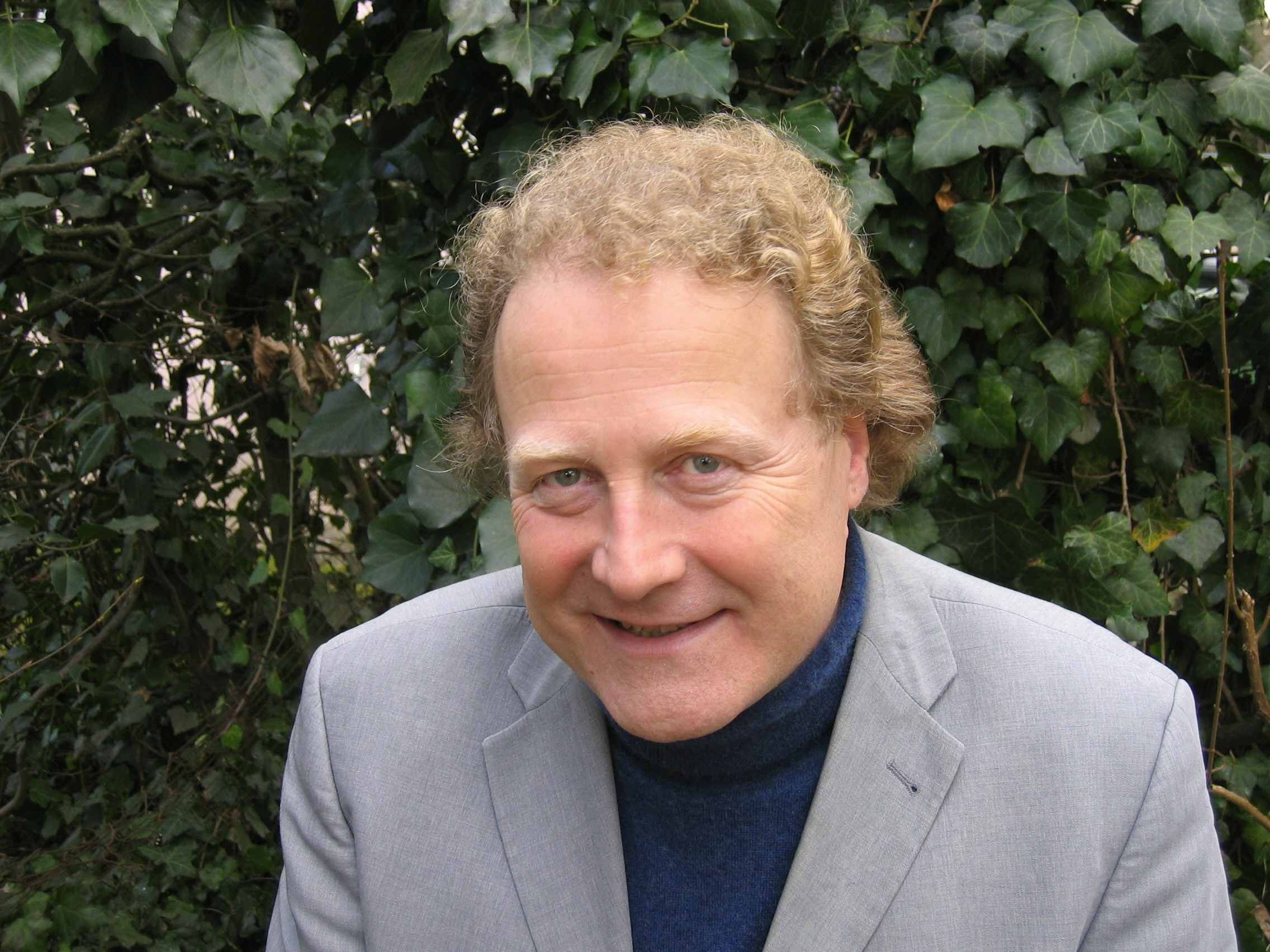
Joachim Bauer (2015)

Joachim Bauer (* 21. Oktober 1951 in Tübingen) ist ein deutscher Arzt mit Ausbildung als Internist, Psychiater und Psychosomatischer Mediziner. Er ist  Universitätsprofessor an der Universität Freiburg und als solcher im Bereich Psychoneuroimmunologie tätig. Er war bis zu seiner Emeritierung Anfang April 2017 als Oberarzt in der Ambulanz der Abteilung Psychosomatische Medizin der Universitätsklinik Freiburg tätig und leitete den Gutachtenbereich. Bauer ist zweifach habilitiert, Autor mehrerer Veröffentlichungen und Sachbücher. Nach seiner Emeritierung ist er weiterhin Gastprofessor an der International Psychoanalytic University Berlin (IPU) und praktizierender Arzt.

## Biographie
Nach seinem Medizinstudium wurde Joachim Bauer 1980 nach Verteidigung seiner Dissertationsschrift Klinische und psychosomatische Aspekte der Adnexitis anhand von 27 unausgewählten, klinisch und tiefenpsychologisch untersuchten Fällen 1980 an der Albert-Ludwigs-Universität Freiburg zum Dr. med. promoviert und arbeitete zunächst als Assistenzarzt an der Lorettoklinik Freiburg i. Br. sowie am Herz-Zentrum Bad Krozingen. 1982 bis 1984 forschte er am Biochemischen Institut der Universität Freiburg auf dem Gebiet der Genregulation von Immunbotenstoffen und Akute-Phase-Proteinen und war danach unter anderem Projektleiter in drei Sonderforschungsbereichen der Deutschen Forschungsgemeinschaft (DFG).
1984 bis 1990 folgte die Facharztausbildung in Innere Medizin an der Universitätsklinik Freiburg. Bauer forschte zudem auf dem Gebiet der Immunologie. Nach einem Forschungsaufenthalt am Mount Sinai Medical Center in New York habilitierte er sich mit der Habilitationsschrift Übermittlung von Entzündungssignalen zwischen Zellen des Blutes und Leberparenchymzellen durch körpereigene Signalfaktoren am Beispiel des Interleukin-6 für das Fach Innere Medizin bei Wolfgang Gerok. Anschließend wechselte Bauer in die Abteilung Psychiatrie und Psychotherapie der Universitätsklinik Freiburg, absolvierte dort eine Facharztausbildung in Psychiatrie und habilitierte sich auch für dieses Fach. Danach war er bis zu seiner Emeritierung als Arzt, später als Oberarzt und Leiter der Psychiatrischen Ambulanz tätig und beteiligte sich an der Abteilung Psychiatrie und Psychotherapie am Aufbau von Forschungslabors und leitete eine neurobiologische Arbeitsgruppe.
1992 wurde Bauer zum Universitätsprofessor für Psychoneuroimmunologie berufen. Während seiner Tätigkeit an der Abteilung Psychiatrie beschäftigte er sich außer mit der Alzheimerschen Krankheit auch mit neurobiologischen und psychobiologischen Aspekten der Depression. Zur Diagnose und Therapie der Alzheimer-Krankheit veröffentlichte er auch ein Buch. Bauer sieht einen möglichen Zusammenhang von Lebensführung in gesunden Jahren und späterer Demenzerkrankung.
Im Jahre 2000 wechselte Bauer, zwischenzeitlich auch Facharzt für die Psychosomatische Medizin, an die Abteilung Psychosomatische Medizin der Universitätsklinik Freiburg. Dort war er als Oberarzt in der Ambulanz der Abteilung tätig. Er beschäftigt sich seitdem mit somatoformen Erkrankungen, depressiven Erkrankungen, Angststörungen, posttraumatischen Belastungsstörungen und mit dem Burnout-Syndrom. Bauer leitete mehrere Forschungsprojekte, welche sich mit der seelischen und körperlichen Gesundheit in der Schule (insbesondere mit der Lehrergesundheit) befassten. Von Januar 2009 bis Dezember 2010 übernahm Bauer zusätzlich zu seinen Aufgaben in Freiburg für zwei Jahre die Funktion des ärztlichen Direktors der Hochgrat-Klinik für Psychosomatische Medizin in Stiefenhofen. Hier führte er unter anderem die Therapieverfahren „Schema-Fokussierte Therapie“ und „Mindfulness-Based Stress Reduction“, MBSR ein. Seit Januar 2013 leitet Bauer zusammen mit Stefan Schmidt ein Teilprojekt eines neuen, von der Deutschen Forschungsgemeinschaft DFG an der Universität Freiburg eingerichteten Sonderforschungsbereichs SFB 1015 „Muße“. Bauer ist Gastprofessor der Berliner International Psychoanalytic University (IPU). 2017 übernahm Bauer die Schirmherrschaft des Projektes „Mediation als Haltung“ der Deutschen Stiftung Mediation.
Joachim Bauer rief 2002 an der Universität Freiburg das Dienstagskolloquium Seele–Körper–Geist ins Leben, eine seither wöchentlich im Audimax der Universität stattfindende Vorlesungsreihe. Die Vorträge bieten Einblicke in den aktuellen Forschungsstand der Psychosomatik und der Psychotherapie.

## Sachbücher
Im Buch Das Gedächtnis des Körpers – Wie Beziehungen und Lebensstile unsere Gene steuern zeigt Bauer seine Sichtweise des Wechselspiels zwischen Vorgängen im Gehirn, bestimmt durch zwischenmenschliche Beziehungen, und der Biologie des Körpers. Das Buch vermittelt auch eine biologische Deutung des traditionellen Seelenbegriffes. Bauer sieht genetische Vorgänge einer Regulation durch Lebensereignisse unterworfen.
Ähnlich argumentiert er in Warum ich fühle, was du fühlst – Intuitive Kommunikation und das Geheimnis der Spiegelneurone anhand der sogenannten Spiegelneuronen. Dieser Beitrag wurde von den Neurowissenschaftlern Claus Lamm und Jasminka Majdandžić als ein Beispiel für „ziemlich unkritische populärwissenschaftliche Bücher“ zum Thema Spiegelneurone zitiert. Die durch dieses Buch verbreitete Vorstellung von Empathie sei empirisch nicht belegt und widerspreche sogar empirischen Befunden. Somit vermittele dieses Buch ein scheinbar fundiertes, aber irreführendes Verständnis von Empathie.
Lob der Schule zeigt aus Bauers Sicht die Bedeutung der neurobiologischen Erkenntnisse der letzten Jahre für das Lehren und Lernen in Schulen und spielt im Titel auf Bernhard Buebs Lob der Disziplin an.
Schmerzgrenze – Vom Ursprung alltäglicher und globaler Gewalt deutet Aggression mit Erkenntnissen der modernen Neurobiologie. Nicht nur physische Angriffe, sondern auch soziale Ausgrenzung und Demütigung können demnach Aggression nach sich ziehen, welche im Dienste unseres auf soziale Anerkennung zielenden neurobiologischen Motivationssystems stünde.
Bauers Buch Das kooperative Gen - Abschied vom Darwinismus zu modernen Deutungen und Erkenntnissen der Evolutionstheorie spielt im Titel auf Richard Dawkins Werk Das egoistische Gen an. In einer Buchbesprechung von 2008 kritisierte der Molekulargenetiker und Evolutionsbiologe Axel Meyer die Ansicht Bauers, Umweltkatastrophen hätten den kooperativen Umbau des Genoms zur Folge, was dann den Arten helfe, sich anzupassen, oder neue Arten entstehen lasse. Diese Auffassung sei jedoch „bar jeglicher wissenschaftlicher Evidenz“. Bauers Thesen zu Kooperativität, Kommunikation und Kreativität im Genom würden wissenschaftlich nicht erklärt und zeigten tiefstes Unverständnis und oberflächlich angelesenes Halbwissen.
Prinzip Menschlichkeit erläutert die neurobiologischen Grundlagen der Kooperationsbereitschaft des Menschen. Im Mittelpunkt steht die These, dass soziale Akzeptanz eine primäre Motivation des Menschen ist. In diesem Zusammenhang setzt sich das Buch mit dem Menschenbild auseinander, welches sich aus der Darwin-Rezeption in Deutschland ergeben habe.
Im 2013 erschienenen Buch Arbeit – Warum sie uns glücklich oder krank macht beschreibt Bauer seine Sicht der Geschichte der menschlichen Arbeit, ihrer Entwicklung unter den Bedingungen der „Kultur des neuen Kapitalismus“ (Richard Sennett) und neurobiologischer Aspekte, die den Hintergrund bildeten für die Zunahme des Burnout-Syndroms und weiterer arbeitsbedingter psychischer Erkrankungen.
In seinem Buch Selbststeuerung – Die Wiederentdeckung des freien Willens geht Bauer auf die seit Jahrzehnten in mehreren Wissenschaftsdisziplinen geführte Diskussion um Existenz oder Nichtexistenz des freien Willens ein, den er als Korridor interpretiert, innerhalb dessen der Mensch fähig sei, Selbststeuerung zu erlernen. Bauer macht deutlich, dass gelingende Selbststeuerung bereits in den Kinder- und Jugendjahren eingeübt werden sollte und dass sie zeitlebens ein gefährdetes und immer wieder neu zu erwerbendes Gut sei. Besonderen Schwerpunkt legt das Buch auf die Kraft guter Selbststeuerung bei Kranken, wo sie, wie Bauer es ausdrückt, die Rolle eines „inneren Arztes“ übernehmen könne. Bauer stellt neurobiologisch begründete Zusammenhänge zwischen der Fähigkeit des Menschen, einen Willen zu entwickeln, und den Selbstheilungskräften im Falle einer Erkrankung dar. Der Neurologe Lüder Deecke, einer der Entdecker des Bereitschaftspotentials, nennt Bauers Buch einen „großen Wurf“; es mache auch für Laien in wissenschaftlich fundierter Weise deutlich, dass der Mensch entgegen der Behauptung einiger Hirnforscher nicht vollständig determiniert und die Willensfreiheit keine Illusion sei.

## Gutachten im NSU-Prozess
Bauer trat als Sachverständiger im NSU-Prozess gegen Mitglieder und Unterstützer der rechtsextremen Terrorgruppe Nationalsozialistischer Untergrund (NSU) auf. Im Auftrag ihres Pflichtverteidigers Mathias Grasel erstellte er ein gerichtliches Gutachten über Beate Zschäpe, nachdem er 16 Stunden mit ihr gesprochen hatte. Er attestierte Zschäpe für den Tatzeitraum der Verbrechen des NSU eine schwere abhängige Persönlichkeitsstörung; Voraussetzungen für eine verminderte Schuldfähigkeit seien gegeben. Bauer wurde am 18. Mai 2017 zu seinem Gutachten vor Gericht befragt. Nebenkläger und Beobachter des NSU-Prozesses bemängelten methodische Defizite. Zudem wurde bekannt, dass Bauer sein Gutachten der Zeitung Die Welt zur Veröffentlichung angeboten und eine angebliche „Hexenjagd“ gegen Zschäpe beklagt hatte.
Am 24. Mai 2017 lehnten die drei Nebenklagevertreter der Familie Yozgat Bauer wegen Befangenheit ab. Später schloss sich die Bundesanwaltschaft dem Befangenheitsantrag mehrerer Nebenkläger gegen Bauer an. Sie warf Bauer vor, sein Gutachten nicht unvoreingenommen, sondern „ergebnisorientiert und interessengeleitet“ erstellt zu haben. Das Oberlandesgericht folgte diesem Antrag am 11. Juli 2017 und befand, es gebe „berechtigte Zweifel an seiner Unvoreingenommenheit“.

## Publikationen
Wissenschaftsartikel
Bauer ist Autor zahlreicher wissenschaftlicher Publikationen.
Sachbücher
- Die Alzheimer-Krankheit – Neurobiologie, Psychosomatik, Diagnostik und Therapie. Schattauer, Stuttgart 1994, ISBN 3-7945-1634-6.
- Das Gedächtnis des Körpers – Wie Beziehungen und Lebensstile unsere Gene steuern. Eichborn, Frankfurt am Main 2002. (ab 2004: Piper, München 2004, ISBN 3-492-24179-4)
- Warum ich fühle was du fühlst – Intuitive Kommunikation und das Geheimnis der Spiegelneurone. Hoffmann und Campe, Hamburg 2005, ISBN 3-455-09511-9.
- Prinzip Menschlichkeit – Warum wir von Natur aus kooperieren. Hoffmann und Campe, Hamburg 2006, ISBN 3-455-50017-X.
- Lob der Schule – Sieben Perspektiven für Schüler, Lehrer und Eltern. Hoffmann und Campe, Hamburg 2007, ISBN 978-3-455-50032-5.[33]
- Das kooperative Gen – Abschied vom Darwinismus. Hoffmann und Campe, Hamburg 2008, ISBN 978-3-455-50085-1.[34]
- Schmerzgrenze – Vom Ursprung alltäglicher und globaler Gewalt. Blessing, München 2011, ISBN 978-3-89667-437-1.
- Arbeit – Warum unser Glück von ihr abhängt und wie sie uns krank macht. Blessing, München 2013, ISBN 978-3-89667-474-6. (Taschenbuch: Heyne, München 2015, ISBN 978-3-453-60354-7)
- Selbststeuerung – Die Wiederentdeckung des freien Willens. Blessing, München 2015, ISBN 978-3-89667-539-2.
- Wie wir werden, wer wir sind: Die Entstehung des menschlichen Selbst durch Resonanz. Blessing, München 2019, ISBN 978-3-89667-620-7.
- Fühlen, was die Welt fühlt – Die Bedeutung der Empathie für das Überleben von Menschheit und Natur. Blessing, München 2020, ISBN 978-3-89667-690-0.
- Das empathische Gen - Humanität, das Gute und die Bestimmung des Menschen. Herder, November 2021, ISBN 978-3-451-03348-3.
- Realitätsverlust – wie KI und virtuelle Welten von uns Besitz ergreifen – und die Menschlichkeit bedrohen. Heyne, München, 2023, 235 S.

## Ehrungen und  Auszeichnungen
Für die Entdeckung der Beteiligung des Immunbotenstoffes Interleukin-6 an der Alzheimer-Krankheit  wurde Bauer 1997 von der Deutschen Gesellschaft für Biologische Psychiatrie mit dem Organon-Forschungspreis ausgezeichnet.